# Silvio Heinevetter
Silvio Heinevetter (* 21. Oktober 1984 in Bad Langensalza, Bezirk Erfurt, DDR) ist ein deutscher Handballtorwart.

## Karriere

### Verein
Als eines der größten deutschen Torwarttalente im Handballsport der Männer wechselte Heinevetter im Jahr 2005 von 1. SV Concordia Delitzsch zum SC Magdeburg. In seiner dritten Saison beim Verein löste er den zum HSV Hamburg abgewanderten Johannes Bitter als Stammtorwart ab. Der SCM verlängerte darauf den Vertrag mit ihm um zwei Jahre (bis 2009). Am 12. November 2010 verlängerte er seinen Vertrag bei den Füchsen, für die er seit 2009 spielt, bis 2014, im August 2013 bis 2018 und im Dezember 2016 bis 2020. 2014 gewann er mit den Füchsen den DHB-Pokal. 2015 und 2016 wurde er Vereinsweltmeister. Den EHF-Pokal konnte er mit den Füchsen 2015 und 2018 gewinnen. Am 8. April 2019 wurde bekanntgegeben, dass er die Füchse Berlin zum Ende der Saison 2019/20 nach elf Jahren verlässt und zur MT Melsungen wechselt. Mit der MT erreichte er das Finale im nachträglich ausgetragenen Final Four im DHB-Pokal 2019/20, das gegen den TBV Lemgo Lippe verloren wurde. Zur Saison 2022/23 wechselte er zum TVB 1898 Stuttgart.
Am 8. Oktober 2023 durchbrach er als vierter Spieler – allesamt Torhüter – die 600-Spiele-Marke in der Bundesliga.
Heinevetter wechselte im Sommer 2024 zum Ligakonkurrenten ThSV Eisenach.

### Nationalmannschaft
Bundestrainer Heiner Brand machte ihn 2006 zum deutschen Nationalspieler. Sein Länderspieldebüt hatte er am 10. Juni 2006 in Mannheim gegen Spanien. Heinevetter gehörte zur deutschen Mannschaft, die 2016 bei den Olympischen Spielen in Rio de Janeiro die Bronzemedaille gewann. Dafür erhielt er am 1. November 2016 das Silberne Lorbeerblatt. Zur Europameisterschaft 2018 wurde er von Bundestrainer Christian Prokop in den 20er-Kader berufen, der die Vorbereitung bestritt. Am 7. Januar wurde er in den endgültigen 16er-Kader berufen und nahm an der EM 2018 teil. Bei der Handball-Weltmeisterschaft 2019 in Deutschland und Dänemark wurde er mit dem DHB-Team Vierter. Im Rahmen der Qualifikation zu den Olympischen Spielen in Tokio bestritt er gegen Slowenien sein 200. Länderspiel. Insgesamt absolvierte er bisher 206 Spiele, in denen er 3 Tore erzielte.
Er stand im erweiterten Kader der deutschen Nationalmannschaft für die Europameisterschaft 2022.

### Erfolge
- 2004: Junioren-Europameister und als bester Torwart des Turniers ausgezeichnet
- 2005: Aufstieg mit dem 1. SV Concordia Delitzsch in die Erste Bundesliga
- 2007: EHF-Pokal-Sieger mit dem SC Magdeburg
- Wahl zum „Rookie des Jahres 2007“
- „SCM-Spieler des Jahres“ 2008 und 2009 – von den Fans des Vereins gewählt
- 2014: DHB-Pokalsieger
- 2015, 2018: EHF-Pokal
- 2015, 2016: Vereinsweltmeister
- 2016: Bronzemedaille bei den Olympischen Spielen

## Privates
Heinevetter war von 2009 bis 2021 mit der Schauspielerin Simone Thomalla liiert. Er gehört der Großfamilie Heinevetter aus Heilbad Heiligenstadt im Eichsfeld an. 2023 heiratete er Antonia Alberding. Im März 2024 wurde er erstmals Vater.

## TV-Auftritte
- 11.06.2011: Klein gegen Groß
- 09.08.2017: Wer weiß denn sowas? (Folge 173 mit Simone Thomalla)
- 13.12.2020: Ninja Warrior Germany (Promi Special)
- 18.09.2021: Schlag den Star (Sieg gegen Alexander Zverev)